# Noordoost-India

Locatie van de Seven Sisters-staten van Noordoost-India

Noordoost-India is een regio in het noordoosten van India, bestaande uit de acht deelstaten Arunachal Pradesh, Assam, Meghalaya, Manipur, Mizoram, Nagaland, Tripura en Sikkim. De eerstgenoemde zeven staten worden wel gezamenlijk de "Seven Sisters" genoemd (Engels voor: "zeven zusters", de term is in 1972 bedacht door een journalist uit Tripura). De regio heeft een bevolking van ruim 45 miljoen inwoners (2011).
Sinds de deling van India in 1947, waarbij Oost-Bengalen aan Pakistan toekwam, is de regio slechts door de nauwe Corridor van Siliguri met de rest van India verbonden. Vanwege dit relatieve isolement, dat versterkt wordt door de slechte infrastructurele verbindingen en de afwijkende etnische samenstelling en cultuur van de bevolking staat Noordoost-India relatief ver van het Indiase bewustzijn.

## Bestuurlijke herindeling
Toen India onafhankelijk werd in 1947 bestond de regio uit drie politieke entiteiten. Manipur en Tripura waren vorstenlanden, en de provincie Assam, die veel groter was dan de huidige staat Assam, viel direct onder Brits bestuur. De hoofdstad van Assam was toentertijd Shillong. In de daaropvolgende decennia maakten vier nieuwe staten zich los van Assam: Nagaland in 1963, Meghalaya in 1972, Mizoram in 1987 (al was dit eerder al een unieterritorium geworden in 1972) en Arunachal Pradesh, ook in 1987.

## Geografie
Geografisch is deze regio met West-Bengalen en de rest van India verbonden door de smalle Corridor van Siliguri. Op het smalste punt is die verbinding iets breder dan 20 km.
De regio grenst in het noorden aan Bhutan en Tibet (Volksrepubliek China), in het oosten aan Myanmar (de staat Kachin, de divisie Sagaing en de staat Chin), en Bangladesh in het zuiden en zuidwesten.
Ten noorden daarvan ligt de onherbergzame oostelijke Himalaya van Arunachal Pradesh, die richting de Tibetaanse grens uit bergketens hoger dan 6000 m bestaat. De Himalaya wordt in het oosten begrensd door de kloof van de Brahmaputra, die daar Siang genoemd wordt. Aan de andere zijde van de rivier ligt de Hengduan Shan, een van noord naar zuid lopend gebergte dat vergelijkbare hoogtes bereikt. In het zuidwesten gaat de Hengduan Shan over in het lagere Patkaigebergte, dat Noordoost-India van Burma (Myanmar) scheidt. De belangrijkste delen van de Patkai zijn de Naga Hills en Mizo Hills langs de Birmese en het Plateau van Shillong in het zuiden langs de grens met Bangladesh. Het Engelse "hills" betekent dan wel "heuvels", maar volgens in Europa geldende maatstaven zijn deze gebieden hoog- of middelgebergte. Verschillende ketens langs de Birmese grens zijn hoger dan 3000 m; het Plateau van Shillong ligt deels boven de 2000 m.
Centraal door het noordoosten van India loopt de brede, vruchtbare vallei van de Brahmaputra, die tegenwoordig de kern van de staat Assam vormt. De rivier is een van de waterrijkste ter wereld en heeft een sterk wisselend debiet. De jaarlijkse moesson brengt vrijwel altijd ernstige overstromingen, als de rivieren uit de Himalaya door regenwater zijn aangezwollen tot meerdere malen hun gewone volume. De overstromingen brengen zowel ellende als vruchtbaar slib, dat voor de landbouw onontbeerlijk is. 
Daarnaast komen in het gebied regelmatig aardbevingen voor. De laatste ernstige was in 1950 (8,6 op de schaal van Richter). Daarvoor was er in 1897 een aardbeving van 8,1 op de schaal van Richter.

## Geschiedenis
Gedurende het grootste deel van de geschiedenis waren de verschillende gebieden binnen deze regio, vooral de hoger gelegen gebieden, onafhankelijk van de rest van het subcontinent. De hooglanden van Meghalaya, Nagaland, Mizoram en Arunachal Pradesh bleven tot de komst van de Britten tribale gebieden, waar de bevolking in stammen leefde. Onder de Naga's kwam tot in de 20e eeuw koppensnellen voor.
In de vlakte van de Brahmaputra lag vanaf de 4e eeuw het koninkrijk Kamarupa. Aan dit koninkrijk kwam een einde na invallen van het sultanaat van Delhi onder Muhammad Khilji in het begin van de 13e eeuw. In 1228 trok de Mong Moaprins Sukaphaa met zijn leger vanuit het noorden van Burma India binnen, waar hij het Ahomrijk stichtte. Zijn opvolgers breidden het rijk uit tot het ongeveer de gehele huidige deelstaat Assam besloeg. In de 17e eeuw probeerden de Moghuls, die toen op het hoogtepunt van hun macht waren, herhaaldelijk het gebied te veroveren. Deze invallen werden elke keer door de lokale vorsten van Ahom afgeslagen. 
Door verschillende opstanden werd het centrale gezag in het Ahomrijk aan het einde van de 18e eeuw echter verzwakt. Vanaf 1817 zond de Birmese koning Bodawpaya enkele militaire expedities naar Assam, die het gebied onderworpen. Dit bracht de Birmezen echter in conflict met de Britten. Tijdens de Eerste Anglo-Birmese Oorlog (1824-1826) verdreven de Britten de Birmezen uit Assam, om het gebied bij Brits-Indië in te lijven. De Britse overheersing bracht voor het eerst politieke eenheid met de rest van India tot stand. 
In 1913 kwamen de Britten de MacMahon-linie overeen met Tibet, dat toen net onafhankelijk geworden was na het uiteenvallen van het Chinese keizerrijk. De nog jonge nationalistisch-Chinese Republiek, die aanspraak op Tibet bleef maken, voelde zich gepasseerd. Toen de Volksrepubliek China in 1951 Tibet opnieuw inlijfde, bleef het de grens tussen India en Tibet niet erkennen. In 1962 leidde dit tot de Chinees-Indiase Oorlog, waarin de Chinezen het Indiase leger totaal overrompelden en opstootten tot Guwahati. Alleen met Amerikaanse materiële steun kon een complete ramp voorkomen worden. Uiteindelijk trokken de Chinezen zich "vrijwillig" terug. Al zijn de spanningen sinds de jaren zeventig geleidelijk aan minder geworden, voor het Indiase leger blijft het gebied langs de Tibetaanse grens van groot strategisch belang in verband met de Indiase bezorgdheid over eventuele Chinese intenties. Lang was het reizen naar de noordoostelijke staten daarom aan restricties onderhevig. Buitenlanders hebben nog steeds een speciale vergunning nodig om Arunachal Pradesh te betreden.

## Etnische en religieuze samenstelling
Er bestaat zelfs naar Indiase maatstaven een grote etnische en religieuze diversiteit binnen het relatief kleine gebied van de Zeven zusterstaten. Het Assamees, de belangrijkste taal van Assam, verreweg de volkrijkste staat, is de enige Indo-Europese taal in de regio. In de andere staten en ook aan de randen van Assam worden er door de tribale bevolking in de hoger gelegen delen, meerdere Tibeto-Birmaanse en Austro-Aziatische talen gesproken.
Weliswaar is het hindoeïsme de overheersende religie in de Zeven zusterstaten, maar vanwege de relatief grote aantallen christenen onderscheiden de staten op dit punt van de rest van India. Christelijke zendelingen zijn hier relatief succesvol geweest en de tribale bevolking is op grote schaal overgegaan tot het christendom. Er zijn zowel katholieken als protestanten; de groei van het protestantisme is vooral het werk geweest van Schotse zendelingen. (De Schotse invloed in een plaats als Shillong is ook nog steeds goed merkbaar in de vorm van grote golflinks.) In Nagaland, Mizoram and Meghalaya vormen de christenen een meerderheid en in Manipur en Arunachal Pradesh vormen ze een grote minderheid. De staten Assam en Tripura zijn echter grotendeels hindoeïstisch gebleven, met in Assam ook nog een grote minderheid moslims, die relatief snel toeneemt wegens illegale immigratie vanuit Bangladesh.

## Etnische spanningen
Meer dan elders in India hebben de volkeren en tribale gemeenschappen van het noordoosten een sterke eigen identiteit. Sinds de onafhankelijkheid van India zijn diverse nationalistische groepen actief die naar grotere politieke representatie, een eigen staat of zelfs onafhankelijkheid streven. Over het algemeen heerste, vooral na de oorlog van 1962, het gevoel dat de nationale regering de regio verwaarloosde. Veel nationalistische groepen namen sindsdien de wapens op en voerden guerrillaoorlogen tegen het Indiase leger. Met name in het bergachtige grensgebied met Myanmar zijn deze groepen vaak verwikkeld in onderlinge oorlogjes en betrokken bij de drugshandel. De conflicten trekken vrijwel geen aandacht in de Westerse media.
In het eerste decennium van de 21e eeuw heeft de Indiase regering van Manmohan Singh met diverse van deze groeperingen akkoorden gesloten om het gebied te pacificeren. In Assam bijvoorbeeld is met de Bodo's tot een akkoord gekomen met de oprichting van een autonoom Bodoland, dat een aantal districten in het noordwesten van de staat beslaat. Het conflict in Nagaland lijkt grotendeels bezworen, maar in het eveneens bergachtige Manipur zijn nog steeds grote gebieden in handen van de guerrilla's. Sommige van deze groepen zeggen de wil van de etnische Naga's in Manipur te vertegenwoordigen en streven naar aansluiting van districten met een Naga-meerderheid bij Nagaland.
Het gevoel van een sterke eigen identiteit komt ook op vreedzame wijze tot uiting. In 2007 werd in Assam bijvoorbeeld een monument onthuld ter herdenking van de slag bij Saraighat (1671), toen op de Brahmaputra een vloot van Assamese kano's een invasie van Mogolkeizer Aurangzeb definitief afsloeg.